# IC 304
IC 304 ist eine Spiralgalaxie vom Hubble-Typ Sab im Sternbild Perseus am Nordsternhimmel. Sie ist schätzungsweise 225 Millionen Lichtjahre von der Milchstraße entfernt und hat einen Durchmesser von etwa 70.000 Lichtjahren. 

Im selben Himmelsareal befinden sich u. a. die Galaxien IC 305, IC 1900, IC 1901, IC 1902.
Das Objekt wurde am 12. September 1890 vom US-amerikanischen Astronomen Sherburne Wesley Burnham entdeckt.